# Diastylis tenebricosa
Diastylis tenebricosa är en kräftdjursart som beskrevs av Jones 1969. Diastylis tenebricosa ingår i släktet Diastylis och familjen Diastylidae. Inga underarter finns listade i Catalogue of Life.